# 1953 год в театре
1953 год в театре

## Знаменательные события
- Первая постановка знаменитой пьесы Сэмюэла Беккета «В ожидании Годо» (En attendant Godot).

## Персоналии

### Родились
- 6 января — Платонов, Валерий Игнатьевич, главный дирижёр Пермского театра оперы и балета им. Чайковского, народный артист Республики Башкортостан
- 26 января — Луппиан, Лариса Регинальдовна, советская и российская актриса театра и кино, народная артистка России
- 7 февраля — Славинский, Игорь Николаевич, украинский театральный режиссёр, театральный педагог, актёр, Заслуженный артист Украины
- 12 февраля — Буров, Николай Витальевич, советский и российский актёр театра и кино, народный артист России
- 13 февраля — Антоник, Владимир Владимирович, советский и российский актёр театра и кино
- 15 февраля — Хостикоев, Анатолий Георгиевич, советский и украинский актёр театра и кино, народный артист УССР, кавалер ордена «За заслуги» Орден За заслуги ІІІ степени, Лауреат Национальной премии имени Тараса Шевченко
- 17 февраля — Куприянов, Василий Ильич, советский и российский актёр театра и кино, заслуженный артист России
- 28 февраля — Шлыков, Юрий Вениаминович, советский и российский актёр театра и кино, театральный педагог
- 1 марта — Лескова, Вера Анатольевна, советская и российская актриса театра и кино
- 1 апреля — Кудрявцева, Татьяна Сергеевна, советская и российская актриса театра и кино, заслуженная артистка России
- 23 апреля — Мигицко, Сергей Григорьевич, советский и российский актёр театра и кино, народный артист России
- 29 мая — Абдулов, Александр Гаврилович, советский и российский актёр театра и кино, народный артист России
- 8 августа — Авилов, Виктор Васильевич, советский и российский актёр театра и кино
- 2 сентября — Проклова, Елена Игоревна, советская и российская актриса театра и кино
- 3 сентября — Жёне, Жан-Пьер, французский кинорежиссёр, сценарист, драматург
- 3 октября — Коренева, Елена Алексеевна, советская и российская актриса театра и кино
- 18 декабря — Торгашова, Евгения Владимировна, советская и российская театральная актриса

### Скончались
- 14 июня — Абдулов, Осип Наумович, советский актёр театра и кино, режиссёр, народный артист РСФСР
- 14 июля — Хулио Корреа, парагвайский поэт и драматург.
- 3 октября 
  - Друзякина, Софья Ивановна, оперная и камерная певица, педагог
  - Стаава Хаавелинна, финская театральная актриса. Лауреат высшей государственной награды Финляндии для деятелей искусств Pro Finlandia.
- 3 декабря — Канин, Александр Игнатьевич, российский и советский актёр, театральный режиссёр, заслуженный артист РСФСР.